# Ángel Suquía Goicoechea
Ángel Suquía Goicoechea (Zaldibia, 2 ottobre 1916 – San Sebastián, 13 luglio 2006) è stato un cardinale e arcivescovo cattolico spagnolo di origine basca.

## Biografia
Nacque a Zaldibia il 2 ottobre 1916.
Papa Giovanni Paolo II lo elevò al rango di cardinale nel concistoro del 25 maggio 1985.
Morì il 13 luglio 2006 all'età di 89 anni. La salma è stata tumulata nella cappella di San Isidoro della cattedrale dell'Almudena.

## Genealogia episcopale e successione apostolica
La genealogia episcopale è:
- Cardinale Scipione Rebiba
- Cardinale Giulio Antonio Santori
- Cardinale Girolamo Bernerio, O.P.
- Arcivescovo Galeazzo Sanvitale
- Cardinale Ludovico Ludovisi
- Cardinale Luigi Caetani
- Cardinale Ulderico Carpegna
- Cardinale Paluzzo Paluzzi Altieri degli Albertoni
- Papa Benedetto XIII
- Papa Benedetto XIV
- Papa Clemente XIII
- Cardinale Marcantonio Colonna
- Cardinale Giacinto Sigismondo Gerdil, B.
- Cardinale Giulio Maria della Somaglia
- Cardinale Carlo Odescalchi, S.I.
- Cardinale Costantino Patrizi Naro
- Cardinale Serafino Vannutelli
- Cardinale Domenico Serafini, Cong. Subl. O.S.B.
- Cardinale Pietro Fumasoni Biondi
- Cardinale Antonio Riberi
- Cardinale Angel Suquía Goicoechea

La successione apostolica è:
- Cardinale Antonio María Rouco Varela (1976)
- Cardinale Agustín García-Gasco Vicente (1985)
- Arcivescovo Francisco Javier Martínez Fernández (1985)
- Vescovo Francisco José Pérez y Fernández-Golfín (1985)
- Vescovo Luis Gutiérrez Martín, C.M.F. (1988)
- Vescovo José Ramón Santos Iztueta Mendizábal, C.P. (1998)